# Horia (Constanța)
Horia is een Roemeense gemeente in het district Constanța.
Horia telt 1601 inwoners.